# Фауна, Флориан-Айала
Флориан-Айала Фауна (англ. Florian-Ayala Fauna) — американская художница, музыкант, поэтесса и музыкальный продюсер, участник музыкального дуэта uncertain.

## Личная жизнь
В возрасте пяти лет Фауна переехала из американского штата Вирджиния в Калифорнию. Она считает это место источником вдохновения для своей музыки. Согласно парижскому арт-сообществу Artchipel, это место «оказало большое влияние на её детство и оказывает большое влияние в жизни». В интервью нью-йоркской альтернативной газете The Public’s Cory Perla она описала это место как «постапокалиптический город».
В 2002 году Фауна жила в пригороде Индио, штат Калифорния. В возрасте 21 года она переехала в Буффало, где была частью экспериментальной сцены искусства и музыки. Фауна испытывает эзотерические видения, которые связаны с её искусством и возникают из-за височной эпилепсии. У неё синдром хронической усталости и синдром Клайфельтера, что играет важную роль в её творчестве. Она идентифицирует себя андрогином и как трансгендерным человеком. С 2017 года и Фауна, и писатель-фантаст Брюс Стерлинг являются спонсорами информационного бюллетеня В. Вейла RE/Search.

## Изобразительное искусство
Фауна — междисциплинарный художник, чьи работы выставлялись в Центр Помпиду в Париже, на выставке в Берлине, и в Великобритании, а также в Буффало в Нью-Йорке. В творчестве Фауны используются коллаж, кино, живопись, фотография и поэзия. Работа включает в себя образы оккультизма, библейские религиозные образы, психоделические мотивы, психические заболевания, антропоморфику, хаос и духовное просвещение. Изображения животных (оленей, лис, коз, зайцев, птиц и волков) часто фигурируют в её творчестве.